# Partido Humanista
Partido Humanista é um nome comum a vários partidos, em vários países.
Os Partidos Humanistas surgiram a partir da Secretaria de Assuntos Sociais e Políticos de "A Comunidade" – Para o Desenvolvimento do Ser Humano, instituição fundada por Mario Rodrigues Luis Cobos – filósofo e escritor argentino, mais conhecido como Silo – em 4 de maio de 1969, no seu país natal.
Em 1983, A Comunidade lançou, em todos os países nos quais atuava, o Documento conhecido como "Vinte Pontos Doutrinários Para a Configuração de uma Ideologia". Após a exaustiva discussão daqueles pontos, durante quase um ano, fundou-se o Partido Humanista, concomitantemente em 50 países, no dia 8 de março de 1984. Os Partidos Humanistas trataram, a partir de então, de legalizarem-se, de acordo com a legislação eleitoral e partidária vigente em cada país. Atualmente o nível de desenvolvimento dos Partidos Humanistas em cada país é diferente, devido a especificidades variantes de legislação que facilitam ou dificultam a formação e legalização de partidos políticos nos diversos países.
Em 1989 fundou-se na cidade de Florença, na Itália, a Internacional Humanista, que congrega, além dos Partidos Humanistas criados a partir do Movimento Humanista – do qual A Comunidade é uma das expressões sociais –, outras instituições que aderem aos seus fundamentos ideológicos.
Os Partidos Humanistas da Comunidade Lusófona são:
- Partido Humanista (Brasil)
- Partido Humanista (Portugal)